# Rocco Reitz
Rocco Reitz (Duisburg, 29 maggio 2002) è un calciatore tedesco, centrocampista del Borussia Mönchengladbach.

## Carriera

### Club
Cresciuto nelle giovanili del Borussia M'gladbach, ha esordito in prima squadra il 24 ottobre 2020 disputando l'incontro di Bundesliga vinto 2-3 contro il Magonza.
Non riuscendo a trovare spazio in squadra, il 2 agosto 2021 viene ceduto in prestito al Sint-Truiden, club della massima serie belga, per l'intera stagione.

### Nazionale
Nel 2017 ha giocato una partita con la nazionale tedesca Under-16.

## Statistiche

### Presenze e reti nei club
Statistiche aggiornate al 25 maggio 2025.
| Stagione                      | Squadra                       | Campionato                    | Campionato | Campionato | Coppe nazionali | Coppe nazionali | Coppe nazionali | Coppe continentali | Coppe continentali | Coppe continentali | Altre coppe | Altre coppe | Altre coppe | Totale | Totale |
| Stagione                      | Squadra                       | Comp                          | Pres       | Reti       | Comp            | Pres            | Reti            | Comp               | Pres               | Reti               | Comp        | Pres        | Reti        | Pres   | Reti   |
| ----------------------------- | ----------------------------- | ----------------------------- | ---------- | ---------- | --------------- | --------------- | --------------- | ------------------ | ------------------ | ------------------ | ----------- | ----------- | ----------- | ------ | ------ |
| 2020-2021                     | Borussia M'gladbach II        | RL                            | 6          | 0          |                 | -               | -               |                    | -                  | -                  |             | -           | -           | 6      | 0      |
| 2022-2023                     | Borussia M'gladbach II        | RL                            | 5          | 0          |                 | -               | -               |                    | -                  | -                  |             | -           | -           | 5      | 0      |
| Totale Borussia M'gladbach II | Totale Borussia M'gladbach II | Totale Borussia M'gladbach II | 11         | 0          |                 | 0               | 0               |                    | 0                  | 0                  |             | -           | -           | 11     | 0      |
| 2020-2021                     | Borussia M'gladbach           | BL                            | 2          | 0          | CG              | 0               | 0               | UCL                | 0                  | 0                  |             | -           | -           | 2      | 0      |
| 2021-2022                     | Sint-Truiden                  | D1                            | 23         | 2          | CB              | 1               | 0               |                    | -                  | -                  |             | -           | -           | 24     | 2      |
| 2022-gen. 2023                | Borussia M'gladbach           | BL                            | 1          | 0          | CG              | 1               | 0               |                    | -                  | -                  |             | -           | -           | 2      | 0      |
| gen.-giu. 2023                | Sint-Truiden                  | D1                            | 12         | 1          | CB              | -               | -               |                    | -                  | -                  |             | -           | -           | 12     | 1      |
| Totale Sint-Truiden           | Totale Sint-Truiden           | Totale Sint-Truiden           | 35         | 3          |                 | 1               | 0               |                    | -                  | -                  |             | -           | -           | 36     | 3      |
| 2023-2024                     | Borussia M'gladbach           | BL                            | 34         | 6          | CG              | 3               | 0               |                    | -                  | -                  |             | -           | -           | 37     | 6      |
| 2024-2025                     | Borussia M'gladbach           | BL                            | 27         | 8          | CG              | 1               | 0               |                    | -                  | -                  |             | -           | -           | 28     | 2      |
| Totale Borussia M'gladbach    | Totale Borussia M'gladbach    | Totale Borussia M'gladbach    | 64         | 8          |                 | 5               | 0               |                    | 0                  | 0                  |             | -           | -           | 69     | 8      |
| Totale carriera               | Totale carriera               | Totale carriera               | 110        | 11         |                 | 6               | 0               |                    | 0                  | 0                  |             | -           | -           | 116    | 11     |

### Cronologia presenze e reti in nazionale
| Cronologia completa delle presenze e delle reti in nazionale ― Germania under 21 | Cronologia completa delle presenze e delle reti in nazionale ― Germania under 21 | Cronologia completa delle presenze e delle reti in nazionale ― Germania under 21 | Cronologia completa delle presenze e delle reti in nazionale ― Germania under 21 | Cronologia completa delle presenze e delle reti in nazionale ― Germania under 21 | Cronologia completa delle presenze e delle reti in nazionale ― Germania under 21 | Cronologia completa delle presenze e delle reti in nazionale ― Germania under 21 | Cronologia completa delle presenze e delle reti in nazionale ― Germania under 21 |
| Data                                                                             | Città                                                                            | In casa                                                                          | Risultato                                                                        | Ospiti                                                                           | Competizione                                                                     | Reti                                                                             | Note                                                                             |
| -------------------------------------------------------------------------------- | -------------------------------------------------------------------------------- | -------------------------------------------------------------------------------- | -------------------------------------------------------------------------------- | -------------------------------------------------------------------------------- | -------------------------------------------------------------------------------- | -------------------------------------------------------------------------------- | -------------------------------------------------------------------------------- |
| 17-11-2023                                                                       | Paderborn                                                                        | Germania under 21                                                                | 4 – 1                                                                            | Estonia under 21                                                                 | Qual. Europeo Under-21 2025                                                      | 2                                                                                | 64’                                                                              |
| 21-11-2023                                                                       | Essen                                                                            | Germania under 21                                                                | 3 – 1                                                                            | Polonia under 21                                                                 | Qual. Europeo Under-21 2025                                                      | -                                                                                | 65’                                                                              |
| 22-3-2024                                                                        | Chemnitz                                                                         | Germania under 21                                                                | 0 – 0                                                                            | Kosovo under 21                                                                  | Qual. Europeo Under-21 2025                                                      | -                                                                                | 71’                                                                              |
| 26-3-2024                                                                        | Halle                                                                            | Germania under 21                                                                | 2 – 0                                                                            | Israele under 21                                                                 | Qual. Europeo Under-21 2025                                                      | -                                                                                | 80’                                                                              |
| 4-9-2024                                                                         | Győr                                                                             | Israele under 21                                                                 | 1 – 5                                                                            | Germania under 21                                                                | Qual. Europeo Under-21 2025                                                      | -                                                                                |                                                                                  |
| 10-9-2024                                                                        | Tallinn                                                                          | Estonia under 21                                                                 | 1 – 10                                                                           | Germania under 21                                                                | Qual. Europeo Under-21 2025                                                      | -                                                                                | 46’                                                                              |
| 11-10-2024                                                                       | Ratisbona                                                                        | Germania under 21                                                                | 2 – 1                                                                            | Bulgaria under 21                                                                | Qual. Europeo Under-21 2025                                                      | -                                                                                | 50’                                                                              |
| 15-10-2024                                                                       | Łódź                                                                             | Polonia under 21                                                                 | 3 – 3                                                                            | Germania under 21                                                                | Qual. Europeo Under-21 2025                                                      | -                                                                                |                                                                                  |
| 15-11-2024                                                                       | Aquisgrana                                                                       | Germania under 21                                                                | 3 – 0                                                                            | Danimarca under 21                                                               | Amichevole                                                                       | -                                                                                | 65’                                                                              |
| 19-11-2024                                                                       | Valenciennes                                                                     | Francia under 21                                                                 | 2 – 2                                                                            | Germania under 21                                                                | Amichevole                                                                       | -                                                                                |                                                                                  |
| 21-3-2025                                                                        | Trnava                                                                           | Slovacchia under 21                                                              | 0 – 1                                                                            | Germania under 21                                                                | Amichevole                                                                       | -                                                                                | 45’                                                                              |
| 25-3-2025                                                                        | Darmstadt                                                                        | Germania under 21                                                                | 3 – 1                                                                            | Spagna under 21                                                                  | Amichevole                                                                       | -                                                                                | 73’                                                                              |
| 12-6-2025                                                                        | Nitra                                                                            | Germania under 21                                                                | 3 – 0                                                                            | Slovenia under 21                                                                | Europeo Under-21 2025 - 1º turno                                                 | -                                                                                |                                                                                  |
| 15-6-2025                                                                        | Dunajská Streda                                                                  | Rep. Ceca under 21                                                               | 2 – 4                                                                            | Germania under 21                                                                | Europeo Under-21 2025 - 1º turno                                                 | -                                                                                | 86’                                                                              |
| 22-6-2025                                                                        | Dunajská Streda                                                                  | Germania under 21                                                                | 3 – 2 dts                                                                        | Italia under 21                                                                  | Europeo Under-21 2025 - Quarti di finale                                         | -                                                                                |                                                                                  |
| 25-6-2025                                                                        | Košice                                                                           | Germania under 21                                                                | 3 – 0                                                                            | Francia under 21                                                                 | Europeo Under-21 2025 - Semifinale                                               | -                                                                                | 88’                                                                              |
| 28-6-2025                                                                        | Bratislava                                                                       | Inghilterra under 21                                                             | 3 – 2 dts                                                                        | Germania under 21                                                                | Europeo Under-21 2025 - Finale                                                   | -                                                                                |                                                                                  |
| Totale                                                                           |                                                                                  | Presenze                                                                         | 17                                                                               |                                                                                  | Reti                                                                             | 2                                                                                |                                                                                  |